# Chiesa di Sant'Ilario (Varano de' Melegari)
La chiesa di Sant'Ilario è un luogo di culto cattolico dalle forme neoclassiche, situato in via Sant'Ilario a Viazzano, frazione di Varano de' Melegari, in provincia e diocesi di Parma; è sede di una parrocchia compresa nella zona pastorale della Pedemontana.

## Storia
Il luogo di culto fu originariamente costruito in epoca medievale; la più antica testimonianza della sua esistenza risale al 1230, quando la cappella fu citata nel Capitulum seu Rotulus Decimarum della diocesi di Parma tra le dipendenze della pieve di Fornovo.
Nel 1494 fu menzionata per la prima volta la dedicazione della chiesa a sant'Ilario.
Tra il XVIII e il XIX secolo l'edificio fu ristrutturato e ampliato, allungando la navata.
Intorno alla metà del XX secolo il tempio fu sottoposto a interventi di restauro.
Nel 1965 fu edificata in continuità con la chiesa sul lato sinistro la casa della gioventù; i lavori comportarono la modifica del fianco nord dell'edificio, cui fu addossato un porticato.

## Descrizione

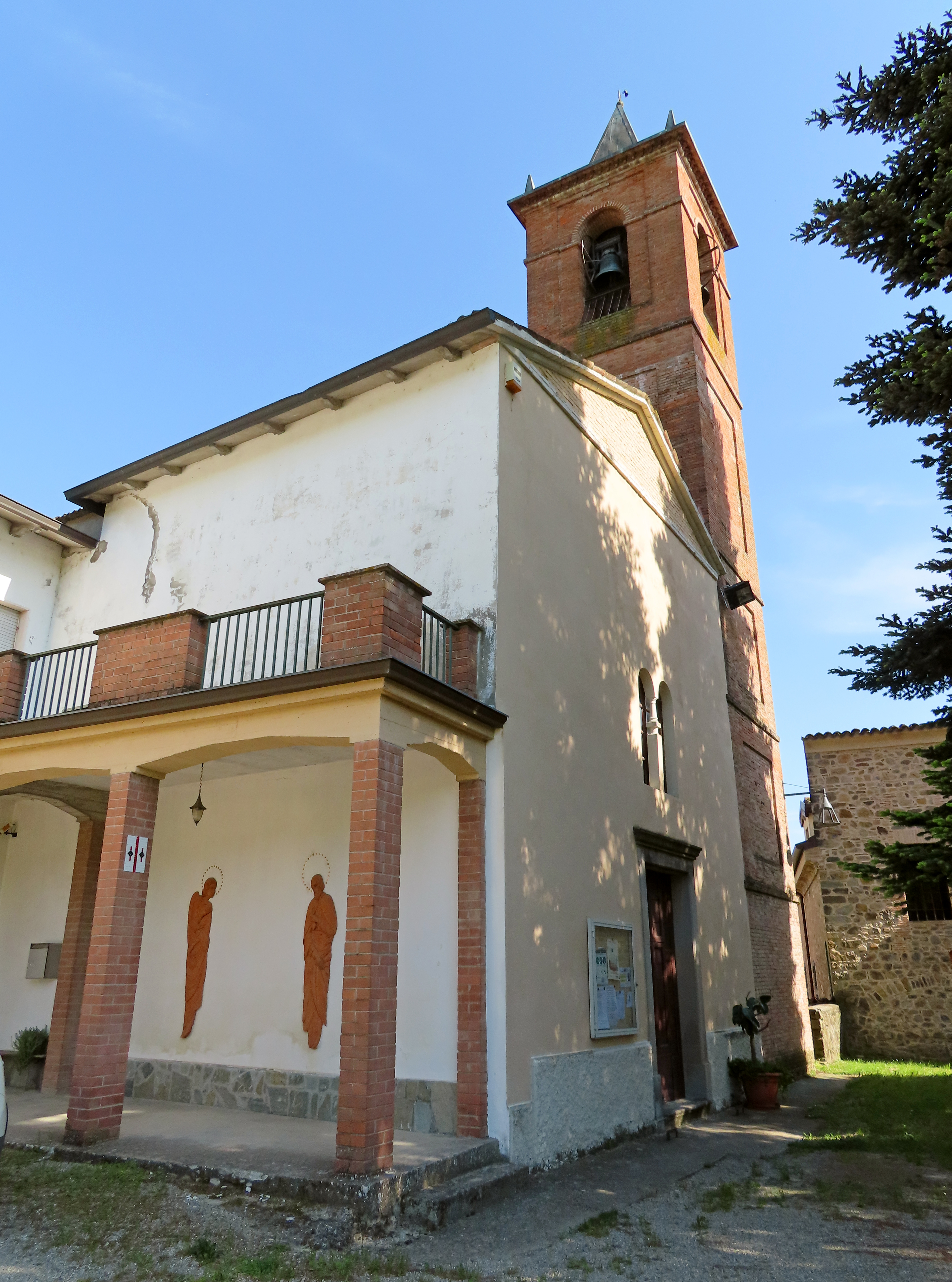
Facciata e lato nord

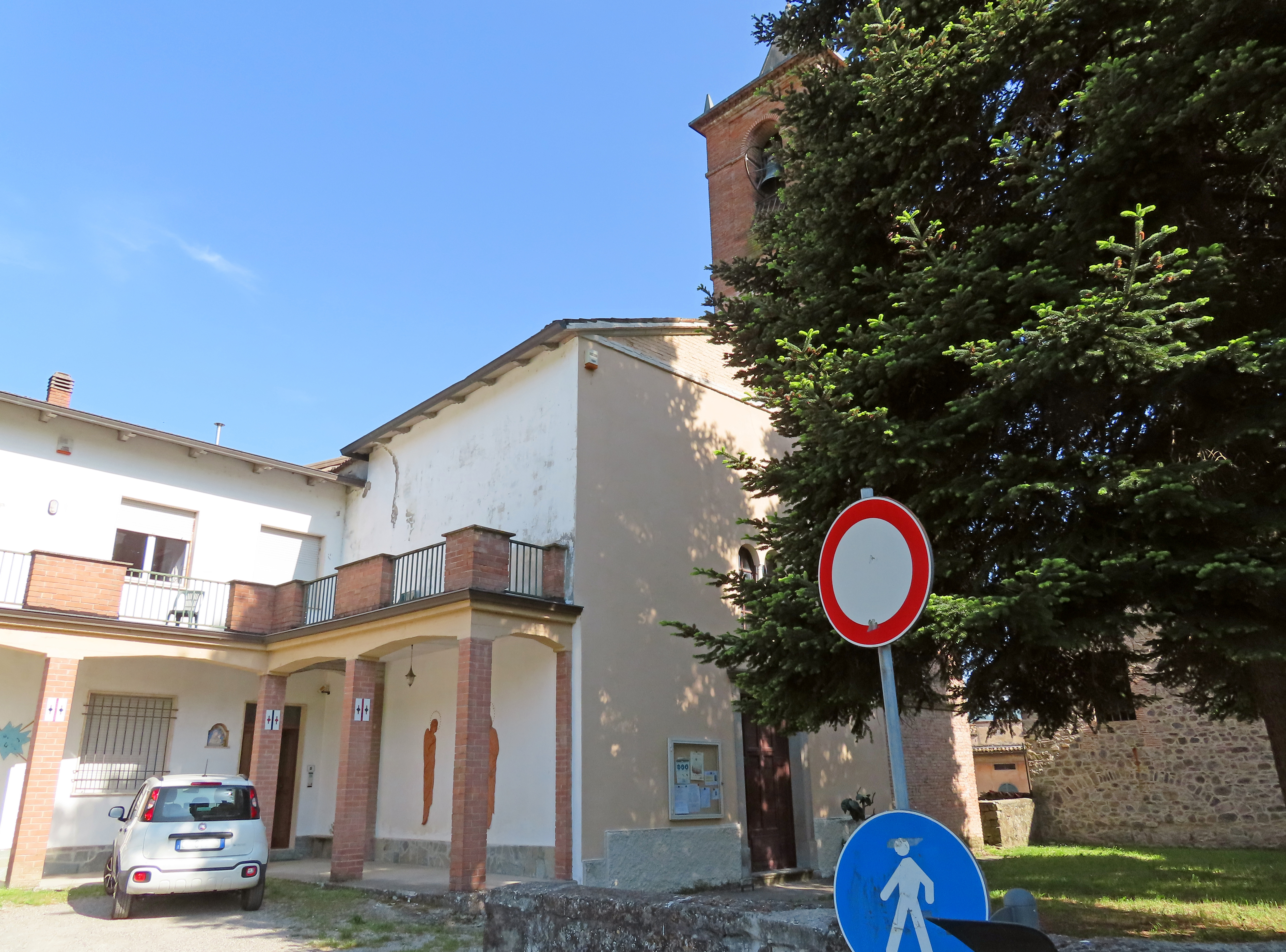
Facciata e lato nord

La chiesa si sviluppa su un impianto a navata unica affiancata da una cappella sul lato destro, con ingresso a ovest e presbiterio a est.
La semplice e asimmetrica facciata a capanna, quasi completamente intonacata, è caratterizzata dalla presenza dell'ampio portale d'ingresso lievemente decentrato, delimitato da una cornice in pietra e sormontato da un architrave in aggetto; più in alto si apre una piccola bifora ad arco a tutto sesto, scandita da un pilastrino centrale; in sommità si eleva il frontone triangolare in laterizio di coronamento.
Sulla destra si erge su quattro ordini, separati da fasce marcapiano e ornati con specchiature rettangolari, l'alto e massiccio campanile in mattoni; la cella campanaria si affaccia sulle quattro fronti attraverso grandi monofore ad arco a tutto sesto; a coronamento si eleva nel mezzo, oltre il cornicione modanato in aggetto, un'aguzza guglia piramidale in rame, tra quattro piccoli pinnacoli posti sugli spigoli.
Dal lato sinistro intonacato aggetta un porticato ad arcate a sesto ribassato, rette da pilastri in mattoni, aggiunto nel 1965.
All'interno la spoglia navata, coperta da un soffitto piano retto da travi lignee, è affiancata sulla destra dall'ampia arcata a tutto sesto della cappella laterale, chiusa superiormente da una volta a botte; di fronte, è presente la simmetrica arcata di una nicchia poco profonda.
Il presbiterio, lievemente sopraelevato, è preceduto dall'arco trionfale a tutto sesto, delimitato da una cornice in laterizio; l'ambiente, coperto da una volta a botte, ospita l'altare maggiore ligneo a mensa del 1970 circa, decorato anteriormente con un altorilievo raffigurante la Cena in Emmaus; sul fondo si staglia all'interno di un'ancona barocca la pala rappresentante la Vergine tra i santi Ilario e Antonio abate, realizzata nei primi anni del XVII secolo da un ignoto pittore cremonese.
La chiesa accoglie un altro dipinto di pregio, raffigurante Il Crocefisso tra i santi Gerolamo, Teresa d'Avila e Giuseppe, eseguito nel 1670 da pittore ignoto; nella sagrestia è inoltre conservato un armadio ligneo seicentesco.